# Maria Atkinson
Jane Maria Atkinson, geb. Richmond (* 15. September 1824 in St Pancras, London in England; † 29. September 1914 in Nelson, Südinsel, Neuseeland) war eine neuseeländische Frauenrechtlerin und die erste Pākehā-Frau, die den Vulkan Mount Taranaki in Neuseeland bestieg.

## Frühes Leben
Jane Maria Richmond wurde am 15. September 1824 als drittes Kind und einzig überlebende Tochter von Maria Wilson und ihrem Mann, dem Anwalt Christopher Richmond, in St Pancras, einem Stadtteil von London geboren. Die Familie zählte sich zu den Unitariern, die sich für freies Denken, hohe Prinzipien und intellektuelle Integrität einsetzten. Richmonds Vater verstarb früh und ließ die Familie in ärmlichen Verhältnissen zurück. Maria besuchte eine Schule für junge Damen in Highgate und profitierte von der Bildung, die sie zuhause erhielt. Sie pflegte eine Brieffreundschaft mit Margaret Taylor, einer Freundin aus ihrer Schulzeit, die seinerzeit in Dresden lebte. Mit ihr tauschte sie in Briefen gelegentlich ihr Gefühl von Nutzlosigkeit aus und beschrieb in ihnen auch ihre Vorstellung von der Notwendigkeit einer angemesseneren Bildung für Frauen.

## Neuseeland
Im Oktober 1850 reisten zwei ihrer Brüder nach Neuseeland, um die Lebenssituation in New Plymouth, wo bereits Verwandte von ihnen lebten, zu sondieren. Die Rückmeldungen waren gut und so beschloss Maria als Vorbereitung auf Neuseeland in der Grafschaft Cheshire die Käseherstellung zu erlernen. Mit zwei jungen Männern der Familie Atkinson kam sie schließlich, nachdem andere Verwandte schon zuvor ausgewandert waren, am 18. Juni 1853 in New Plymouth an. Während der Überfahrt nach Neuseeland hatte Maria, die bereits 28 Jahre alt, war mit dem jungen, etwas unkultiviertem Arthur Atkinson, der gerade erst 19 Jahre zählte, statt einer Verlobung eine private Übereinkunft getroffen zusammenleben zu wollen. Kurz nach Arthurs 21. Geburtstag heirateten sie dann schließlich am 30. Dezember 1854 in der St. Mary's Church in New Plymouth. Bezogen auf ihren Altersunterschied achtete Maria sehr darauf, nie ihre eigene Meinung durchzusetzen und so bewahrte sich jeder ein gewisses Maß an Unabhängigkeit. Gemeinsam praktizierten sie eine Arbeitspartnerschaft, die in Bezug auf die Gleichberechtigung für die damalige Zeit ungewöhnlich war. Sie lebten zunächst auf einer kleinen Farm in einer kleinen Gemeinschaft, rund sieben Meilen von der Stadt entfernt. Maria nutzte jede Gelegenheit die Gegend zu erwandern und kennenzulernen.
Zum Ende des Sommers 1855 machte sich dann eine siebenköpfige Gruppe auf, den Gipfel des Vulkans Mount Taranaki zu besteigen. Neben Maria Atkinson gehörten ihr Mann Arthur, Harry Atkinson, Henry Richmond, Teddo Patten, Calvert Wilson und Charlie Wilson zu der Bergsteigergruppe. Am 7. März standen sie schließlich gemeinsam auf dem schneebedeckten Gipfel und Maria Atkinson konnte sich damit auszeichnen, als die erste Frau mit europäischen Wurzeln den Berg erklommen zu haben.
Bis Mitte 1860 lebten sie in New Plymouth oder in der Nähe der Stadt in Hurworth, wo sie landwirtschaftliche Produkte verkaufte und in New Plymouth einen Postdienst zwischen der Stadt und Wellington betrieb. Beide waren finanziell nicht erfolgreich, ermöglichten ihr aber ein bescheidenes Einkommen. Spannungen und kriegerische Auseinandersetzungen mit den ortsansässigen Māori sowie gesundheitliche Problem zwangen die Familie New Plymouth dann erst einmal zu verlassen und nach Auckland zu ziehen. Nachdem mit den Māori ein Waffenstillstand geschlossen wurde, kehrten sie am 11. Mai 1862 nach New Plymouth zurück, fanden aber bis auf zwei Häuser alle anderen durch den Krieg zerstört vor. Ende 1867 verließ die Familie Taranaki dann endgültig und zog auf die Südinsel nach Nelson, um sich dort ein neues Leben aufzubauen. Marias Mann wurde Rechtsanwalt und ein Jahr später erwarb die Familie ein Haus in der Stadt. Bildung wurde nun ein Hauptanliegen von Maria, indem sie für ihre Kinder und die ihrer Brüder eine Art Schule organisierte. Auch für das Nelson College engagierte sie sich sowie für eine entsprechende Einrichtung für Mädchen, die 1883 an den Start kam. Zwischen den Jahren 1877 und 1881 hielt sich Maria in England und Europa auf und sorgte zusammen mit ihrer Freundin Margaret Taylor dafür, dass die Kinder der Familien Richmond und Atkinson ihre schulische Ausbildung abschließen konnten.
Im Alter von 69 Jahren sprach sie am Vorabend des Frauenwahlrechts auf ihrer ersten öffentlichen Veranstaltung und forderte die Frauen von Nelson auf, ihr Wahlrecht zu nutzen. Des Weiteren engagierte sie sich auch in der Abstinenzbewegung und leitete einen Debattierclub. Sie glaubte daran, dass für ihre Generation das kommende Jahrhundert eine enorme Verbesserung in der Stellung der Frau in der Gesellschaft bringen würde und trat für die Rechte von Frauen ein. Sie wünschte sich aber von einigen der Verfechtern von Frauenrechten in ihrer Zeit etwas mehr gesunden Menschenverstand in der Durchsetzung ihrer Forderungen. Insgesamt gesehen konnte Maria auch nicht als eine Pionierin des Feminismus bezeichnet werden, denn sie stellte die männliche Dominanz in der Gesellschaft nicht in Frage, sondern hinterfragte lediglich die Konventionen, die Frauen daran hinderten, sich in der Familie nützlich zu machen und zu verwirklichen.
Jane Maria Atkinson verstarb in Nelson am 29. September 1914.